# Gruppo di NGC 1086
Il Gruppo di NGC 1086 è costituito da almeno quattro galassie situate nella costellazione di Perseo. La distanza media tra il centro di massa di questo gruppo e la nostra Via Lattea è di circa 193 milioni di anni luce (59,2 Mpc).

## Membri
Le quattro galassie componenti il gruppo, nell'ordine indicato nell'articolo di Garcia del 1993, sono elencate nella tabella seguente.
| Nome     | Classificazione | Tipo        | RA (J2000.0)  | DEC (J2000.0) | Velocità radiale (km/s) | Magnitudine apparente | Distanza (Mpc) | Dimensioni (kal) |
| -------- | --------------- | ----------- | ------------- | ------------- | ----------------------- | --------------------- | -------------- | ---------------- |
| NGC 1086 | Scd?            | Spirale     | 02h 47m 56.4s | 41° 14′ 47″   | 4041 ± 5                | 12,8                  | 56,8 ± 4,0     | 104              |
| NGC 1106 | SA0+            | Lenticolare | 02h 50m 40.5s | 41° 40′ 17″   | 4337 ± 19               | 12,3                  | 61,2 ± 4,3     | 114              |
| UGC 2349 | S0              | Lenticolare | 02h 52m 42.4s | 41° 19′ 33″   | 4472 ± 54               | 10,981a               | 63,2 ± 4,5     | 80               |
| UGC 2350 | Sb              | Spirale     | 02h 52m 40.5s | 41° 23′ 47″   | 3964 ± 16               | 13,97                 | 55,7 ± 3,9     | 66               |

- a Nell'infrarosso vicino.

Il sito DeepskyLog permette di trovare agevolmente le costellazioni in cui sono situate le galassie; in alternativa si possono utilizzare le coordinate delle galassie per individuarle. Se non altrimenti indicato, le coordinate sono quelle fornite dal sito NASA/IPAC (National Aeronautics and Space Administration / Infrared Processing and Analysis Center).